# José Rujano
José Humberto Rujano Guillén (Santa Cruz de Mora, 18 febbraio 1982) è un ex ciclista su strada venezuelano, professionista dal 2003 al 2015.

## Carriera
Diventò professionista nel 2003 con la Colombia-Selle Italia (Selle Italia-Serramenti Diquigiovanni nel 2006) e vinse nel 2004 la corsa di apertura del calendario internazionale UCI, la Vuelta al Táchira in Venezuela.
Nel 2005 partecipò al Giro d'Italia, al termine del quale si classificò terzo a soli 40 secondi dalla maglia rosa con una vittoria nella tappa più impegnativa di quell'anno, al Sestriere, e la conquista della maglia verde come miglior scalatore.
L'anno successivo non ebbe eguale fortuna al Giro e si ritirò a pochi chilometri dall'arrivo della tappa di La Thuile, ormai fuori dalla lotta per le prime posizioni. Al termine della corsa rosa abbandonò la squadra per approdare alla Quick Step. Al Tour de France soffrì per problemi fisici e si ritirò dopo essere arrivato ultimo in una tappa di montagna. Le sue apparizioni in corsa diminuirono e, dopo alcuni dissidi, a fine ottobre rescisse il contratto che lo legava al team belga.
Nel 2007 corse nelle file di un'altra squadra belga del circuito UCI ProTour, la Unibet.com, ma, a parte una buona prova al Tour de Langkawi e altre discrete prestazioni in corse minori, non ottiene particolari successi. Nel 2008 continuò a correre nel ProTour nella squadra spagnola Caisse d'Epargne, ma anche qui non ottiene grandi risultati.
Nella stagione 2009 ha corso per la Gobernación del Zulia, squadra venezuelana. Ha subito vinto due tappe alla Vuelta al Táchira e a giugno ha dominato la Vuelta a Colombia, ottenendo quattro vittorie di tappa e la vittoria finale, primo venezuelano in 59 edizioni ad aggiudicarsi questa corsa. Il 12 ottobre 2009 firma per la stagione 2010 per il team ISD-Neri, con cui però scioglie il contratto a maggio ritornando in Venezuela alla Gobernación del Zulia.
Passa nel 2011 all'Androni Giocattoli. Al Giro d'Italia di quell'anno si fa notare sulla salita dell'Etna, alla nona tappa: è secondo, battuto solo da Alberto Contador, dopo esser andato anche in fuga. Giunge solo con lo spagnolo anche nella tappa del Grossglockner: questa volta vince, tornando al successo al Giro dopo sei anni. In salita tiene sempre il passo dei migliori con buone prestazioni sullo Zoncolan, sulle Dolomiti e nella cronoscalata sul Nevegal, chiudendo al settimo posto della generale a 12'12" dal vincitore Contador, diventando poi sesto in seguito alla squalifica dello spagnolo. In seguito alla squalifica di Contador per doping, gli è stata assegnata la vittoria della nona tappa.
Nel 2013, dopo alcuni mesi di inattività legati al coinvolgimento in un'inchiesta doping, si ritira dall'attività agonistica.
Nel 2015 rientra alle corse nella formazione venezuelana Boyaca se Atreve-Liciboy per vincere la sua quarta Vuelta al Tachira.

## Palmarès

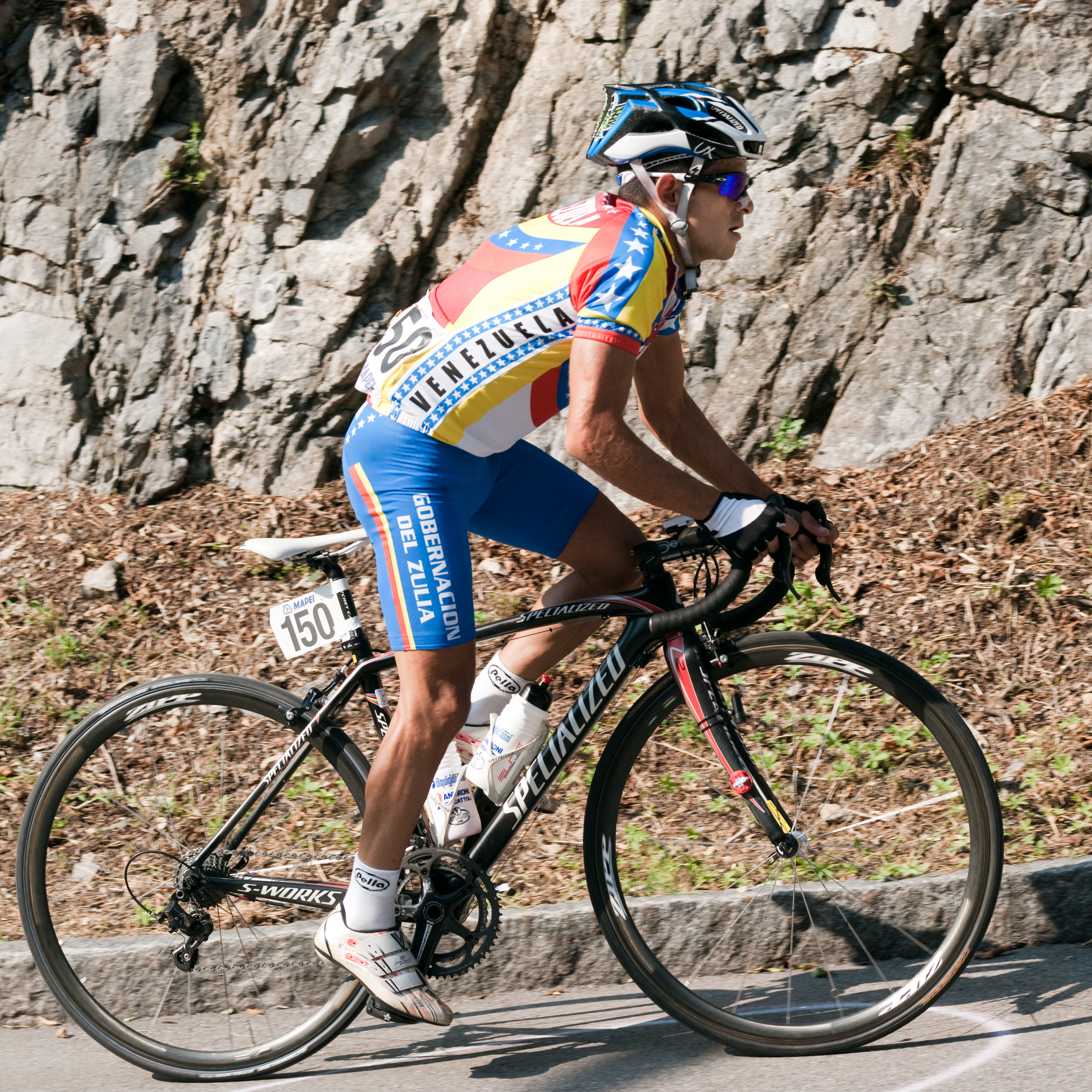
Rujano ai mondiali di Mendrisio 2009

- 2002 (Under-23, due vittorie pro)

Classifica generale Vuelta a Santa Cruz de Mora
13ª tappa Vuelta al Táchira
- 2003 (Colombia-Selle Italia, una vittoria)

4ª tappa Clásico RCN
- 2004 (Colombia-Selle Italia, quattro vittorie)

Classifica generale Vuelta a Santa Cruz de Mora
5ª tappa Vuelta al Táchira
13ª tappa Vuelta al Táchira
Classifica generale Vuelta al Táchira
- 2005 (Colombia-Selle Italia, nove vittorie)

6ª tappa Vuelta al Táchira
7ª tappa Vuelta al Táchira
13ª tappa Vuelta al Táchira
Classifica generale Vuelta al Táchira
19ª tappa Giro d'Italia
4ª tappa Clásico Ciclístico Banfoandes
7ª tappa Clásico Ciclístico Banfoandes
8ª tappa Clásico Ciclístico Banfoandes
Classifica generale Clásico Ciclístico Banfoandes
- 2006 (Quick Step, una vittoria)

Trofeo Ergon
- 2007 (Unibet.com, una vittoria)

Campionati venezuelani, Prova a cronometro
- 2009 (Gobernación del Zulia, quattordici vittorie)

Campionati venezuelani, Prova a cronometro
7ª tappa Vuelta al Táchira
10ª tappa Vuelta al Táchira
11ª tappa Vuelta al Táchira
6ª tappa Vuelta a Colombia
8ª tappa Vuelta a Colombia
10ª tappa Vuelta a Colombia
14ª tappa Vuelta a Colombia
Classifica generale Vuelta a Colombia
8ª tappa Vuelta a Venezuela
9ª tappa Vuelta a Venezuela
Classifica generale Vuelta a Venezuela
2ª tappa A Vuelta a Trovar
Classifica generale Vuelta a Trovar
- 2010 (ISD-Neri/Gobernación del Zulia, sei vittorie)

8ª tappa Vuelta al Táchira
Classifica generale Vuelta al Táchira
6ª tappa Tour de Langkawi
Classifica generale Tour de Langkawi
7ª tappa Vuelta a Venezuela (San Juan de Colón > La Azulita)
9ª tappa Vuelta a Colombia (Bogotá la Vega > Libano)
- 2011 (Androni Giocattoli-C.I.P.I., due vittorie)

9ª tappa Giro d'Italia (Messina > Etna)
13ª tappa Giro d'Italia (Spilimbergo > Großglockner)
- 2013 (Vacansoleil-DCM Pro Cycling Team, una vittoria)

Campionati venezuelani, Prova a cronometro
- 2015 (Boyaca se Atreve-Liciboy, due vittorie)

6ª tappa Vuelta al Táchira
Classifica generale Vuelta al Táchira

### Altri successi
- 2005 (Colombia-Selle Italia)

Classifica scalatori Giro d'Italia
Premio della combattività Giro d'Italia
- 2011

1ª tappa, 2ª semitappa Settimana Internazionale di Coppi e Bartali (Riccione, cronosquadre)
Classifica scalatori Settimana Internazionale di Coppi e Bartali
Premio Azzurri d'Italia Giro d'Italia

## Piazzamenti

### Grandi Giri

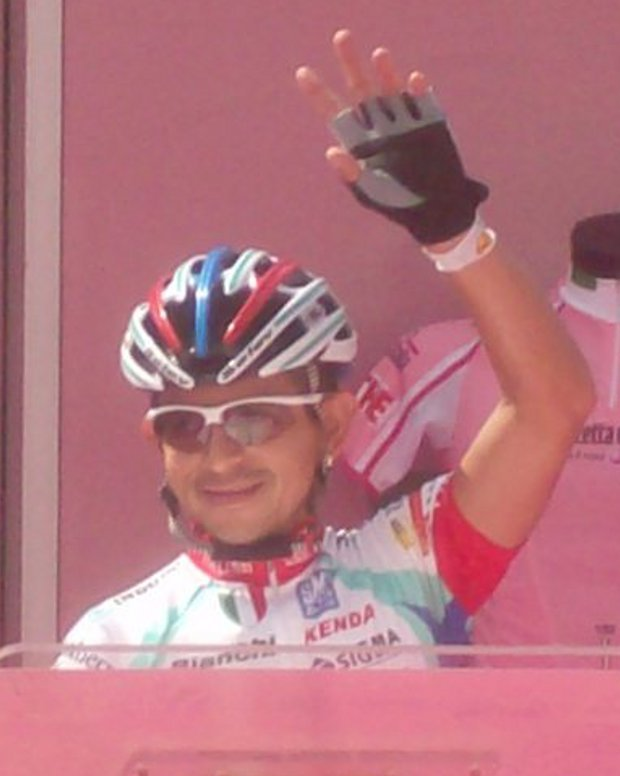
José Rujano al Giro d'Italia 2011

- Giro d'Italia

2005: 3º
2006: ritirato
2008: 49º
2011: 6º
2012: ritirato (19ª tappa)
- Tour de France

2006: ritirato (17ª tappa)

### Competizioni mondiali
- Campionati del mondo

Salisburgo 2006 - In linea: ritirato
Varese 2008 - In linea: 73º
Mendrisio 2009 - In linea: 50º